# The Five Pennies (Lied)
The Five Pennies ist ein Lied aus dem Soundtrack des Films Fünf Pennies aus dem Jahr 1959. Komponiert und getextet  wurde der Song von Sylvia Fine. Gesungen wird er im Film von Danny Kaye, der neben Barbara Bel Geddes auch die Hauptrolle spielte. Sylvia Fine und Danny Kaye waren seit 1940 verheiratet. Der Song ist auch unter dem Titel The Five Pennies Saints geläufig.

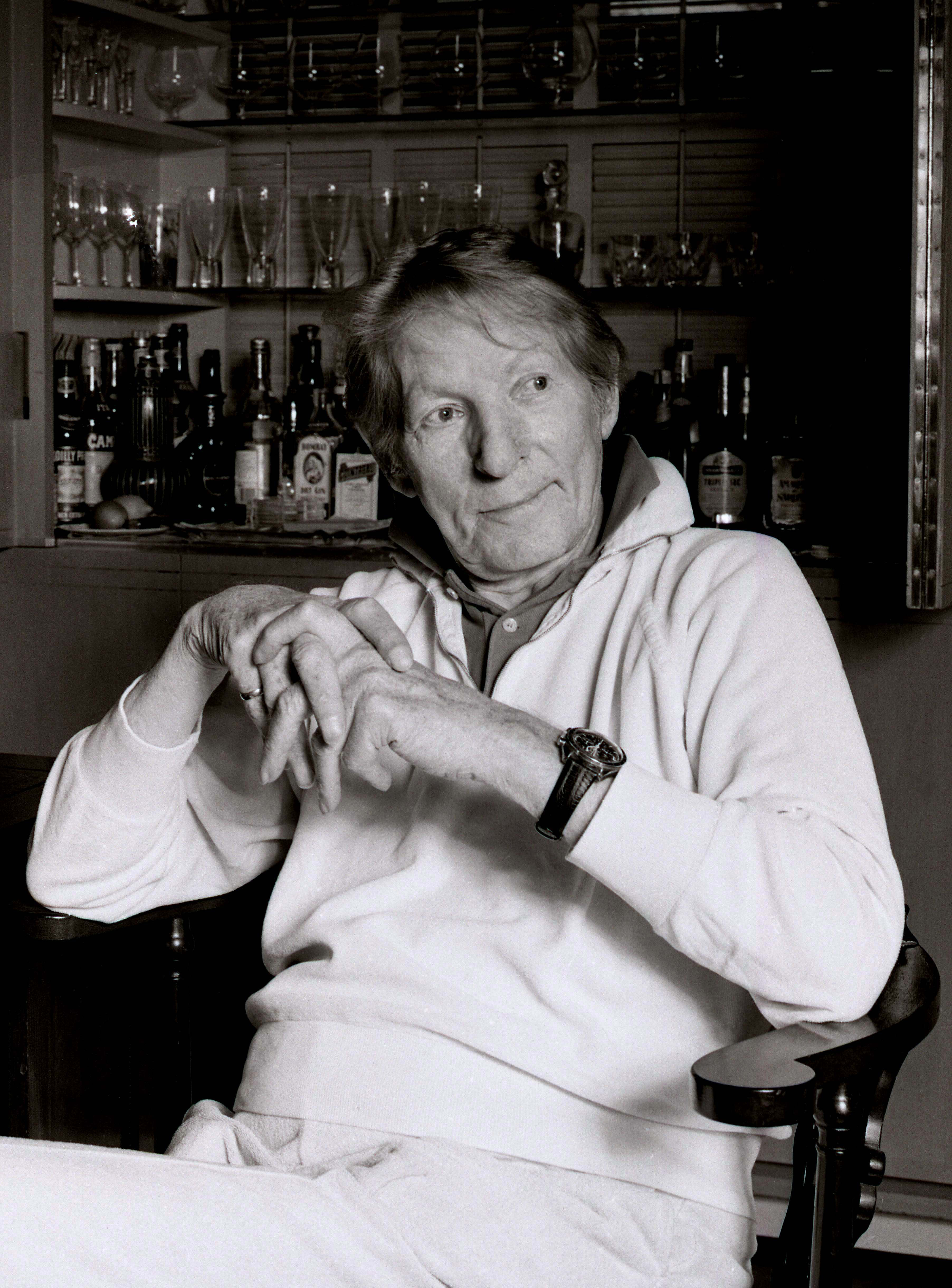
Danny Kaye, der Sänger des Liedes, 1986

## Oscarverleihung, Liedtext
1960 war The Five Pennies in der Kategorie „Bester Song“ für einen Oscar nominiert. Die Auszeichnung ging jedoch an Sammy Cahn und Jimmy Van Heusen für ihr Lied High Hopes aus der Filmkomödie Eine Nummer zu groß.
Der Song handelt von 5 Pennies, die der Anfang davon seien, Wünsche wahr werden zu lassen. Die kleinen glitzernden und glänzenden Pennies, deren Klirren hell wie eine Pfeife klinge und einen zum Lachen bringe, das vergessen mache, dass Tränen vergossen worden seien. Dieser Penny zeige, wie wichtig Liebe sei, denn dort wo Liebe sei, sei auch der Himmel. Fünf Pennies könnten der Anfang davon sein, Millionär zu werden.

## Coverversionen
Dodie Stevens veröffentlichte den Song 1959 auf ihrem Album Pink Shoelaces & Rainbows.
The Five Pennies war 1960 mit dem Original-Soundtrack des Films 15 Wochen auf Platz 70 der UK 2 gelistet.